# Harald Wallin (ämbetsman)
Harald Wallin, född 22 oktober 1871 i Visby, död 17 juli 1960 i Stockholm, var en svensk skolman och ämbetsman.
Harald Wallin var son till bagarmästaren Fredrik Albert Wallin och Selma Amalia Theresia Smitterberg. Han avlade mogenhetsexamen i Visby 1890 och studerade därefter vid Uppsala universitet där han blev filosofie kandidat 1893, filosofie licentiat 1898 och filosofie doktor 1901. 1901 blev han läroverksadjunkt i Gävle och 1902 lektor i matematik och fysik vid läroverket i Luleå, där han 1906–1916 även var rektor. Om än inte infödd norrlänning kom Wallin, särskilt genom sitt ledamotskap av domkapitlet i Luleå 1903–1916 starkt intressera sig för norrländska förhållanden, främst på skolans område. Han var 1905–1916 stadsfullmäktig i Luleå för högern och 1906–1910 fullmäktiges ordförande, samt innehade även andra förtroendeuppdrag. 1912 publicerade han resultaten av en av honom företagen undersökning av levnadsförhållanden och arbetstid hos lärjungarna vid läroverket i Luleå, en av de första systematiskt utförda undersökningarna av detta slag i Sverige. Under sin Luleåtid utförde han även en utredning om ordnandet av skolväsendet inom Luleå stifts lappmarksförsamlingar. Wallin blev 1916 rektor vid läroverket i Västerås och kallades 1917 till undervisningsråd och ledamot av Folkskoleöverstyrelsen (från 1919 skolöverstyrelsen), vilken han tillhörde till sin avgång ur statstjänst 1937. Åren 1929–1937 var han även chef för skolöverstyrelsens läroverksavdelning. Inom skolöverstyrelsen gjorde sig Wallin känd som en mycket skicklig ämbetsman med stor arbetsförmåga, praktiskt omdöme samt god formell talang. Han verkade framgångsrikt för undervisning i de ämnen han representerade: matematik, fysik och kemi. Wallin tog initiativet till inrättandet av den första statliga aftonskolan i Sverige. Hans medverkan i 1927 års skolsakkunniga 1927–1930 var värdefull för genomförandet av 1927 års riksdagsbeslut om ny läroverksorganisation. Även av 1940 års skolutredning togs Wallin i anspråk som expert för ett flertal frågor. Bland Wallins skrifter märks Om cirkeldelningsekvationen (doktorsavhandling, 1901) samt ett flertal uppsatser i tidskrifter och samlingsverk. Därutöver utgav han samlingar av skolförfattningar. Wallin är gravsatt på Innerstadens kyrkogård i Luleå.